# Tokugawa Yoshimune
Tokugawa Yoshimune (em japonês:  徳川 吉宗, 27 de novembro de 1684 – 12 de julho de 1751) foi o oitavo xogum do bakufu Tokugawa no Japão, e governou desde o ano de 1716 até o ano de 1745. Foi filho de Tokugawa Mtsusada.
Foi um dos xogum mais ativos e iniciou as reformas Kyōhō, que estava destinada a restabelecer o controle feudal e reparar as finanças do bakufu. Subiu os impostos para maior ganho dos daimiôs, defendeu a sobriedade, fomentou a educação, revisou o código legal básico do bakufu.